# Roberto I, Duque de Parma
Roberto I (em italiano: Roberto Carlo Luigi Maria di Borbone-Parma; Florença, 9 de julho de 1848 – Viareggio, 16 de novembro de 1907) foi o último Duque soberano de Parma e Placência de 1854 até 1859, quando o ducado foi anexado ao Reino da Sardenha durante o Risorgimento. Era o filho mais velho do duque Carlos III e de sua esposa, a princesa Luísa da França.

## Biografia

### Família
Segundo filho do duque Carlos III de Parma e da princesa Luísa de Bourbon, Roberto nasceu numa época de grandes mudanças políticas na Europa, que afetariam diretamente sua vida. Seus avós paternos foram o duque Carlos II de Parma (rei da Etrúria, como Luís II e duque de Luca, como Carlos I) e a princesa Maria Teresa de Saboia; e seus avós maternos foram Carlos Fernando, Duque de Berry e a princesa Carolina das Duas Sicílias. Tinha uma irmã mais velha, Margarida (mais tarde casada com Carlos, Duque de Madri, pretendente carlista ao trono espanhol); e dois irmãos mais novos, Alice (Grã-duquesa da Toscana pelo seu casamento com Fernando IV) e Henrique, Conde de Bardi.

### Primeiros anos
Roberto nasceu no mesmo ano em que as Revoluções Liberais varriam a Europa e, especialmente, a península Itálica. Nesse período, seu pai (então legítimo herdeiro do trono) teve que fugir do ducado, abdicando em favor de Roberto em 1849.
Sua infância foi marcada por outros acontecimentos trágicos, como o assassinato de seu pai, em 1854, quando Roberto tinha somente seis anos de idade. Em 1859, os ducados de Parma e Placência e Guastalla uniram-se ao Grão-ducado da Toscana e ao Ducado de Módena e Régio para formar as Províncias Unidas da Itália Central, finalmente anexadas ao Reino da Sardenha em março de 1860. Roberto perdeu sua posição, mantendo o status de Duque Titular de Parma.
Apesar de ter perdido o trono, tanto ele quanto sua família tiveram uma vida tranquila, em suas numerosas propriedades de Schwarzau am Steinfeld, próximo a Viena, e da Villa Pianore em Luca, onde residiu até o fim da vida. Posteriormente herdou de seu tio, Henrique, Conde de Chambord, o Castelo de Chambord.

### Casamentos e descendência

#### Primeiro casamento
Sua fortuna o tornou um excelente partido para as princesas européias em idade para o casamento, mas a eleita foi sua prima, a princesa Maria Pia das Duas Sicílias, pertencente ao ramo napolitano da Casa de Bourbon, filha do rei Fernando II das Duas Sicílias e da arquiduquesa Maria Teresa da Áustria. A cerimônia de casamento realizou-se em Roma, em 5 de abril de 1869. A princesa morreu de febre puerperal, uma semana após dar à luz seu 12.º filho. Seis dos doze filhos do casal foram declarados incapacitados mentais pela segunda esposa do duque após a morte deste, em 1907ː
1. Maria Luísa de Bourbon-Parma (1870-1899), princesa de Parma, casou-se com Fernando de Saxe-Coburgo-Gotha, Príncipe Regente e, mais tarde, Czar da Bulgária (como Fernando I). Com descendência;
2. Fernando de Bourbon-Parma (1871-1872), príncipe de Parma;
3. Luísa Maria de Bourbon-Parma (1872-1943), princesa de Parma, declarada incapacitada mental;
4. Henrique de Bourbon-Parma (1873-1939), duque titular de Parma (1907-1939); declarado incapacitado mental;
5. Maria Imaculada de Bourbon-Parma (1874-1914), princesa de Parma, declarada incapacitada mental;
6. José de Bourbon-Parma (1875-1950), duque titular de Parma (1939 – 1950); declarado incapacitado mental;
7. Maria Teresa de Bourbon-Parma (1876-1959), princesa de Parma, declarada incapacitada mental;
8. Maria Pia de Bourbon-Parma (1877-1915), princesa de Parma; declarada incapacitada mental;
9. Maria Beatriz de Bourbon-Parma (1879-1946), princesa de Parma, casou-se com Pietro Lucchesi Palli, com descendência;
10. Elías I de Parma (1880-1959), regente titular de Parma por seus irmãos (1907-1939 e 1939-1950) e duque titular de Parma (1950-1959); casou-se com a arquiduquesa Maria Ana de Áustria-Teschen, com descendência;
11. Maria Anastásia de Bourbon-Parma (1881-1881), princesa de Parma;
12. Augusto de Bourbon-Parma (1882-1882), príncipe de Parma.

#### Segundo casamento
Roberto casou-se em segundas núpcias, em 15 de outubro de 1884, em Zell am See, com a infanta Maria Antonia de Portugal, filha do rei deposto Miguel I de Portugal e da princesa Adelaide de Löwenstein-Wertheim-Rosenberg. Dessa união nasceram outros doze filhos:

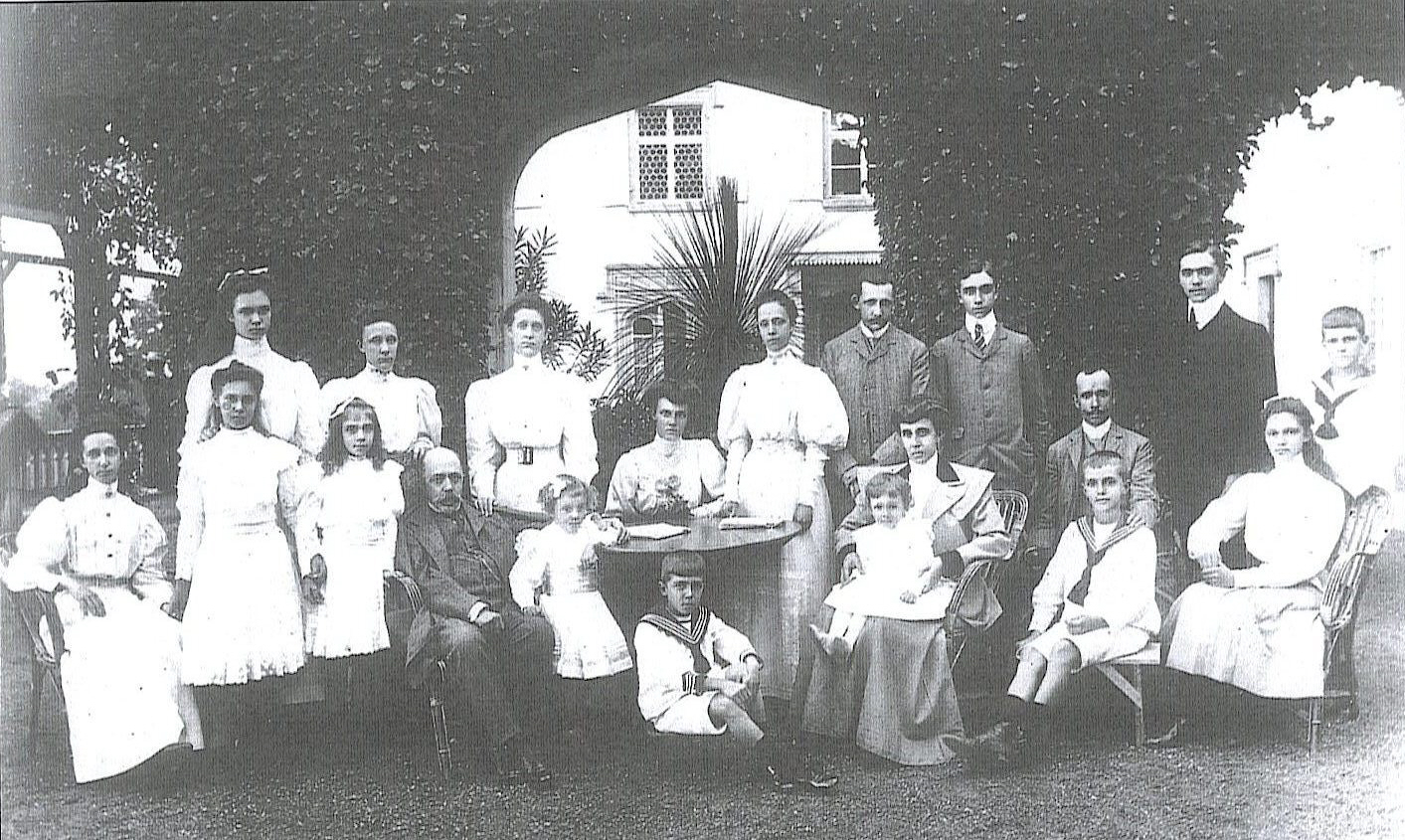
Roberto I de Parma com sua segunda esposa, Maria Antonia de Bragança, e dezessete de seus filhos, em 1906.

1. Maria das Neves de Bourbon-Parma (1885-1959), princesa de Parma; tornou-se monja beneditina;
2. Sixto de Bourbon-Parma (1886-1934), príncipe de Parma, casou-se com Hedwige de La Rochefoucauld;
3. Francisco Xavier de Bourbon-Parma (1889-1977), duque titular de Parma (1974-1977) e pretendente carlista ao trono da Espanha;
4. Francisca de Bourbon-Parma (1890-1978), princesa de Parma; tornou-se monja beneditina;
5. Zita de Bourbon-Parma (1892-1989), princesa de Parma; pretendia tornar-se monja, mas casou-se com Carlos I da Áustria e IV da Hungria, tornando-se a última imperatriz da Áustria e rainha da Hungria;
6. Félix de Bourbon-Parma (1893-1970), príncipe de Parma, casou-se com sua prima, a grã-duquesa Carlota de Luxemburgo;
7. Renato de Bourbon-Parma (1894-1962), príncipe de Parma; casou-se com a princesa Margarida da Dinamarca, com descendência;
8. Maria Antonia de Bourbon-Parma (1895-1977), princesa de Parma; tornou-se monja beneditina;
9. Isabel de Bourbon-Parma (1898-1984), morreu solteira;
10. Luís de Bourbon-Parma (1899-1967), príncipe de Parma, casou-se com a princesa Maria Francisca de Saboia, com descendência;
11. Henriqueta de Bourbon-Parma (1903-1987), nasceu surda-muda e morreu solteira;
12. Caetano de Bourbon-Parma (1905-1958), príncipe de Parma, casou-se com a princesa Margarida de Thurn e Taxis, divorciando-se posteriormente.

## Morte
Roberto I morreu em Viareggio (Luca), em 16 de novembro de 1907, aos 59 anos de idade. Seu corpo foi sepultado na Villa Borbone, em Viareggio.

## Títulos
- Reino da Bulgária: Chefe do 5.º Regimento de Infantaria Búlgaro[1]